# Жевнов, Юрий Владимирович
Ю́рий Влади́мирович Жевно́в (бел. Юрый Уладзіміравіч Жаўноў; род. 17 апреля 1981[…], Добруш, Гомельская область) — белорусский футболист, вратарь. Выступал за сборную Беларуси. Мастер спорта России (2009).

## Клубная карьера

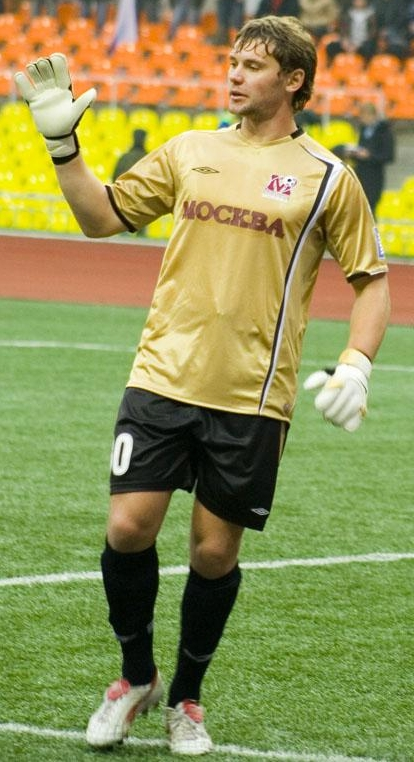
Жевнов в «Москве»

Воспитанник футбольной школы ДЮСШ-2 (Добруш). Первый тренер — Александр Владимирович Назарчук.
Играл за «МПКЦ-96»/«РУОР», «Смену-БАТЭ». В 1998 году подписал профессиональный контракт с клубом БАТЭ. Дважды включался БФФ в список 22 лучших футболистов чемпионата Беларуси: 2003, 2004. В матче Кубка УЕФА 2004/05 против тбилисского «Динамо» забил гол ударом от своих ворот.
С 2005 по 2010 год выступал за клуб «Москва», в составе которого дебютировал 12 марта 2005 года в матче со «Спартаком», в котором его клуб победил 2:0, а Жевнов отразил пенальти. Лишь в своём 3-м матче за «Москву», против «Рубина», пропустил мяч: его ворота на 1-й добавленной минуте 2-го тайма поразил Томаш Чижек. На следующий год Жевнов выбыл из состава, уступив место в воротах Сергею Козко. С 2007 года Жевнов являлся игроком основного состава, в нескольких играх выводил «Москву» в качестве капитана команды.
23 февраля 2010 года подписал четырёхлетний контракт с «Зенитом». Дебютировал в составе клуба 7 апреля 2010 года в матче Кубка России против тверской «Волги», сохранив свои ворота в неприкосновенности. Первую игру за «Зенит» в чемпионате России провёл 24 июля 2010 года в 14-м туре против «Ростова», матч закончился победой «Зенита» со счётом 3:1. Жевнов пропустил гол с пенальти на 88 минуте. 25 августа 2010 года дебютировал за «Зенит» в еврокубках в матче плей-офф Лиги чемпионов против «Осера», заменив получившего красную карточку Малафеева. 15 февраля 2012 года отыграл полный домашний матч 1/8 финала Лиги чемпионов против «Бенфики». 16 октября 2013 был исключён из заявки на участие в Премьер-лиге.
31 июля 2014 года подписал контракт с московским «Торпедо» на один сезон. В конце июня 2015 года подписал контракт с клубом «Урал». В первой половине сезона 2015/16 был основным вратарём, а с января 2016 года не появлялся на поле из-за проблем со здоровьем. В мае 2016 года покинул «Урал».

## Карьера в сборной
Участник молодёжного чемпионата Европы 2004 в Германии.
В 2002 году дебютировал в национальной сборной Беларуси в матче с Узбекистаном. 2 марта 2010 года избран капитаном сборной.

## Тренерская карьера
В сентябре 2017 года Юрий Жевнов вошёл в тренерский штаб сборной Беларуси.
В сентябре 2018 года стал тренером вратарей «Зенита».
В сентябре 2019 года получил «А-диплом УЕФА для тренеров вратарей».

## Достижения

### Командные
БАТЭ
- Чемпион: 2002
- Серебряный призёр (3): 2000, 2003, 2004
- Бронзовый призёр: 2001

«Зенит»
- Чемпион: 2010, 2011/2012
- Серебряный призёр: 2012/2013
- Обладатель Кубка России: 2009/10
- Обладатель Суперкубка России: 2011

### Личные
- Дважды лучший вратарь чемпионата Беларуси (2003, 2004)
- Обладатель рекордной «сухой серии» чемпионатов Беларуси — 763 минуты[15]
- Лучший игрок клуба «Москва»: 2007 (по голосованиям на официальном сайте клуба)[15]
- Лучший футболист Беларуси-2010[16]

## Личная жизнь
Женат на экс-солистке группы «Лас-Вегас» Юлии Маньковской. Ранее встречался с гимнасткой Анной Глазковой.

## Клубная статистика
| Клуб             | Сезон            | Лига | Лига | Кубки | Кубки | Еврокубки | Еврокубки | Итого | Итого |
| Клуб             | Сезон            | Игры | Голы | Игры  | Голы  | Игры      | Голы      | Игры  | Голы  |
| ---------------- | ---------------- | ---- | ---- | ----- | ----- | --------- | --------- | ----- | ----- |
| Москва           | 2005             | 30   | −26  | 0     | 0     | -         | -         | 30    | −26   |
| Москва           | 2006             | 19   | −20  | 0     | 0     | 4         | -2        | 23    | −22   |
| Москва           | 2007             | 26   | −22  | 8     | -7    | -         | -         | 34    | −29   |
| Москва           | 2008             | 20   | −19  | 1     | -0    | 3         | -2        | 24    | −21   |
| Москва           | 2009             | 29   | −27  | 4     | -3    | -         | -         | 33    | −30   |
| Москва           | Итого            | 124  | −114 | 13    | −10   | 7         | −4        | 144   | −128  |
| Зенит            | 2010             | 8    | −10  | 2     | -1    | 3         | -1        | 13    | −12   |
| Зенит            | 2011/2012        | 5    | −3   | 4     | -4    | 2         | -2        | 11    | −9    |
| Зенит            | 2012/2013        | 2    | 0    | 0     | 0     | 1         | 0         | 3     | 0     |
| Зенит            | 2013/2014        | 0    | 0    | 0     | 0     | 0         | 0         | 0     | 0     |
| Зенит            | Итого            | 15   | −13  | 6     | −6    | 6         | −3        | 27    | −22   |
| Торпедо (М)      | 2014/2015        | 29   | −44  | 1     | -1    | 0         | 0         | 30    | −45   |
| Торпедо (М)      | Итого            | 29   | −44  | 1     | -1    | 0         | 0         | 30    | −45   |
| Урал             | 2015/2016        | 11   | −15  | 0     | 0     | 0         | 0         | 11    | −15   |
| Урал             | Итого            | 11   | −15  | 0     | 0     | 0         | 0         | 11    | −15   |
| Всего за карьеру | Всего за карьеру | 179  | −186 | 20    | −17   | 13        | −7        | 212   | −210  |